# Türkan Dagli

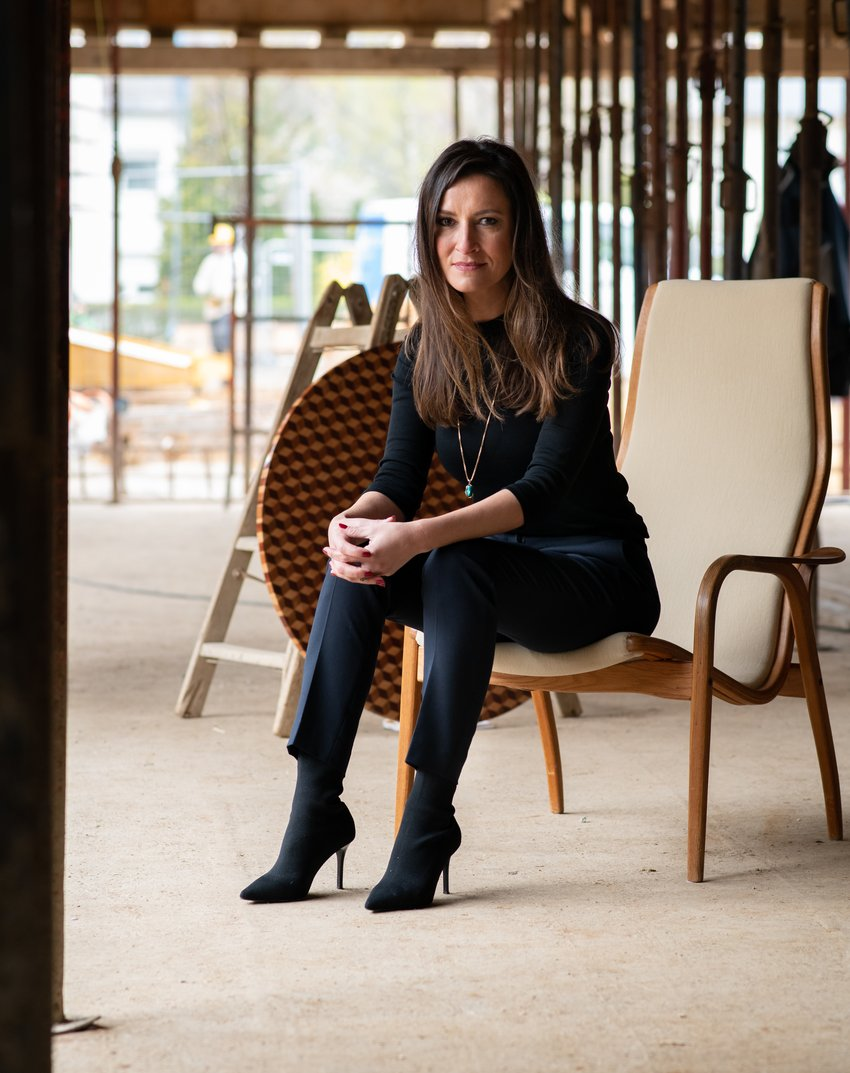
Türkân Dagli

Türkân Dagli (* 1975 in Linnich) ist eine deutsch-türkisch-luxemburgische Architektin. Sie ist Gründerin und Inhaberin von dagli+ atelier d’architecture, einem Büro für zeitgenössische Architektur und Design in Luxemburg. Ihren größten Erfolg erzielte sie bisher mit dem Projekt akbank in Amsterdam, das mit internationalen Designpreisen ausgezeichnet wurde.

## Leben

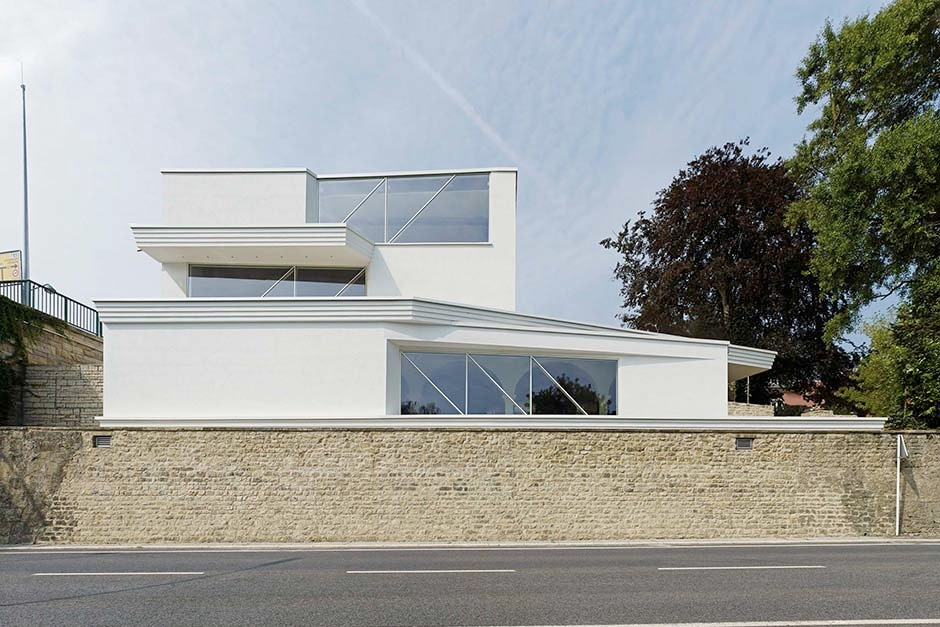
Domaine Alice Hartmann in Wormeldange

Das Architekturstudium absolvierte Türkân Dagli an der Rheinisch-Westfälischen Technischen Hochschule (RWTH) in Aachen. Klaus Kada betreute ihre Diplomarbeit.
Nach ihrem Universitätsabschluss arbeitete Dagli zunächst als Projektarchitektin bei schneider+schumacher Architekten in Frankfurt am Main. Um Französisch zu lernen und weitere berufliche Erfahrung zu sammeln ging sie nach Luxemburg. Eigenen Aussagen zufolge sollte Luxemburg nur eine Zwischenstation auf ihrem Weg nach Paris sein. Sie arbeitete in den Luxemburger Büros Michel Petit und m3 architectes. Im Jahr 2005 gründete sie ihr eigenes Büro dagli+ atelier d´architecture, ebenfalls in Luxemburg.
Im WS 2010/11 wurde Dagli als Vertretungsprofessorin für Entwerfen, Raumbildung und Darstellung an die Hochschule für Angewandte Wissenschaften in Trier, Deutschland, berufen.
Dagli betätigt sich neben ihrer Tätigkeit als Architektin auch als Stadtplanerin, Energieberaterin und Gutachterin. Sie ist Mitglied des Berufsverbands der Architekten (OAI) in Luxemburg, der Fédération des jeunes dirigéants Luxemburg (FJD), der Schopenhauer-Gesellschaft in Frankfurt am Main sowie des American Chamber of Commerce (AMCHAM) Luxembourg.
Dagli ist verheiratet und hat eine Tochter. Ihre Eltern stammen aus der türkischen Ägäisregion. Sie lebt in Luxemburg und Palma de Mallorca.

## Architekturbüro
Nach der Gründung 2005 leitete Dagli dagli+ atelier d’architecture alleine. Seit 2015 teilte sie die Leitung mit Stadtplaner und Designer Sebastian Müller, von 2008 bis 2022 wirkte Mathias Eichhorn in der Geschäftsleitung mit. Seinen ersten und hauptsächlichen Standort hatte das Büro in Luxemburg Stadt. Zwischenzeitlich wurde von 2011 bis 2015 ein zweites Büro in Bad Homburg bei Frankfurt geführt. Seit 2020 befindet sich das Büro von dagli+ atelier d’architecture in dem eigens entworfenen Büro- und Wohngebäude in Senningerberg, Luxemburg. Das internationale Büro, bestehend aus aktuell 16 jungen Architektinnen und Architekten verschiedener Nationalitäten (Stand 2023), konzentriert sich vorwiegend auf die Entwicklung theoretisch-konzeptioneller Ansätze und räumlicher Identitäten, bedient jedoch das gesamte architektonische Spektrum. Dagli wurde mit ihrem Büro dagli+ mehrfach international ausgezeichnet: neben dem Best Architects Award und dem iF Design Award, erhielt es ebenfalls Anerkennung beim Designpreis der Bundesrepublik Deutschland, wie auch dem Ecola Award.
dagli+ atelier d’architecture veröffentlichte im Jahr 2020 das Buch Lost Forest, the corrections in the city. Weiterhin konzipierte das Büro seit 2006 diverse Vortragsreihen und Essays, wie zum Beispiel Tradition und Anarchie. Die Veröffentlichung steht noch aus.

## Werk
Neben ihrem Entwurfsprofessor Klaus Kada von der RWTH nennt Dagli Alison Brooks, Mirko Baum und Carlo Scarpa als Vorbilder in der Architektur. Ihren Entwurfsstil beschreibt sie selbst als konzeptionell mit philosophischer Herleitung. Inspiration beziehe sie von klassischen und zeitgenössischen Philosophen. So entwickelt ihr Büro die Entwürfe auf der Grundlage philosophischer Theorien. Am meisten inspirieren sie Denker wie Michel de Montaigne und Friedrich Nietzsche. Diese werden durch Gedanken und Werke von Künstlern wie Joseph Beuys und Marina Abramović ergänzt.
Von Fachleuten besonders gelobt wird die Sinnlichkeit von Daglis Entwürfen.

## Projekte (Auswahl)

### Realisierte Bauwerke

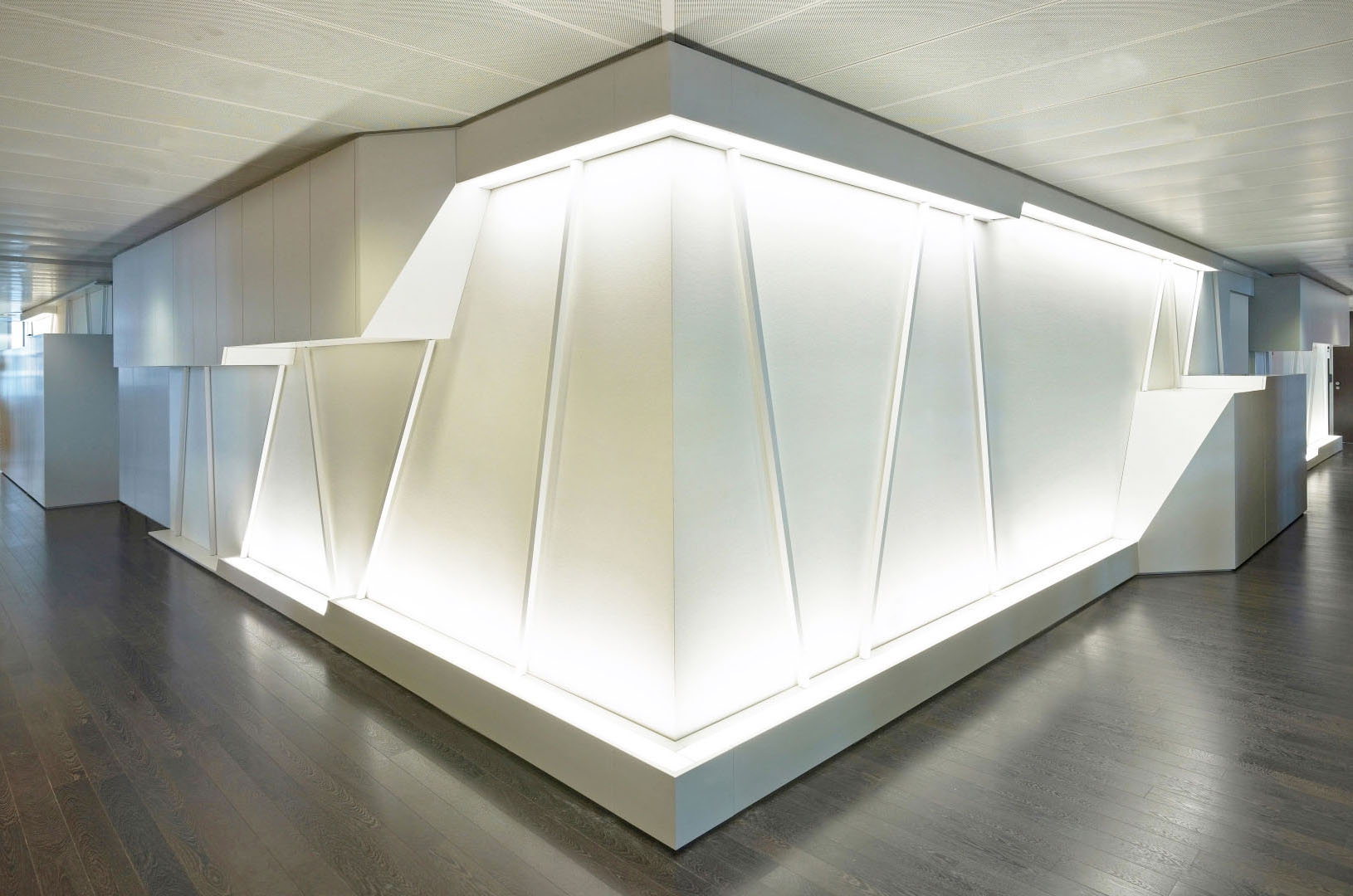
Innenraum der Akbank

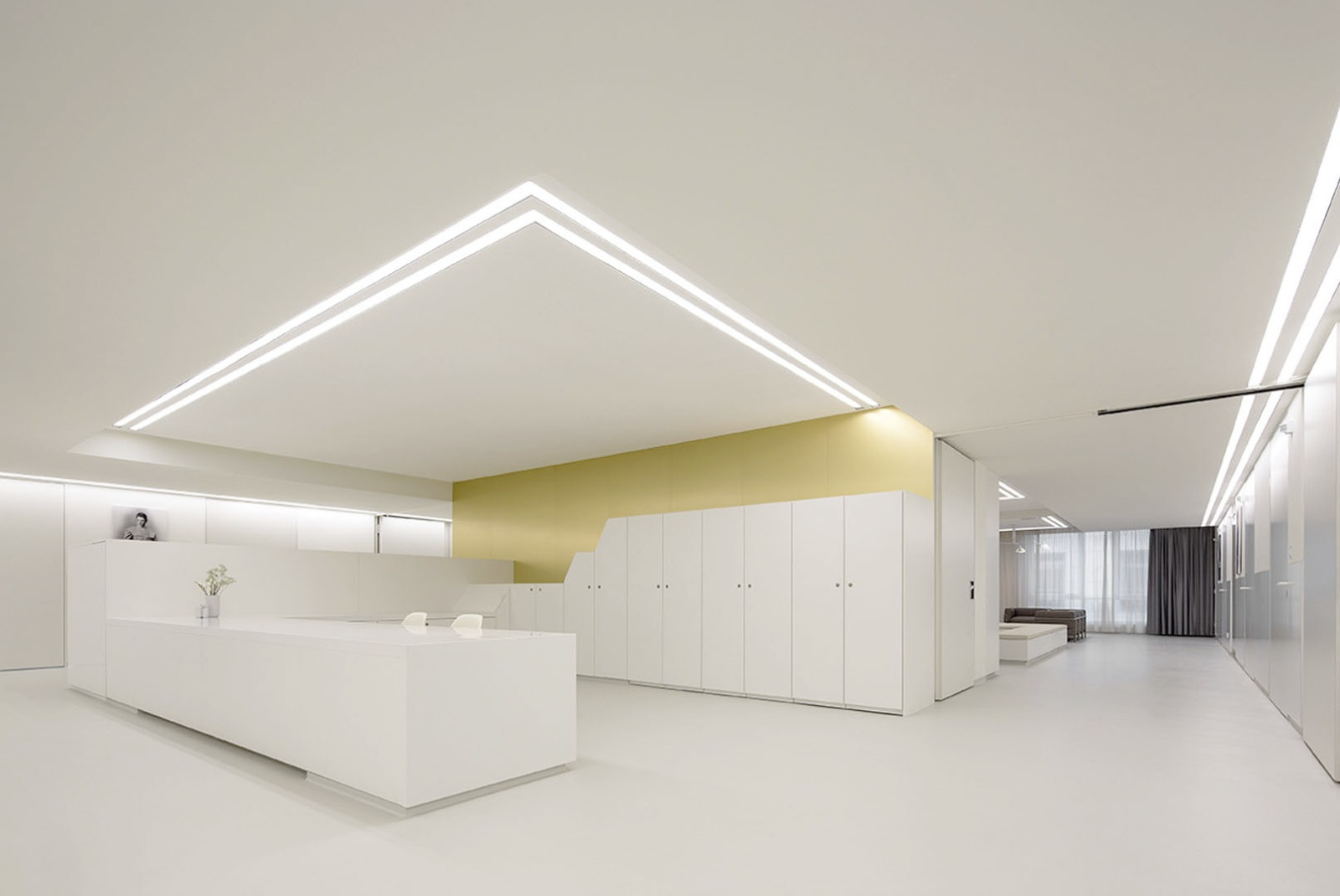
Clinique Bohler im Luxemburg

- 2008: Akbank Headquarters, Bürogebäude in Amsterdam; 2010 Best Architects Award, Kategorie Innenausbau;[13] 2010 iF Design Award, Kategorien Produkt und Innenarchitektur[14]

- 2008: Pole Nord, Invik Bank, Bürogebäude in Luxemburg[19][20]
- 2010: Sanichaufer Headquarters, Bürogebäude in Dudelange, Luxemburg[21][7]
- 2014: Domaine Alice Hartmann, Weingut in Wormeldange, Luxemburg[22][7]
- 2016: Belle Epoque, Clinique Bohler, Klinikgebäude, Geburtsstation in Luxemburg[23][7]
- 2018: Les Lofts de Bonnevoie, Wohnanlage in Bonnevoie, Luxemburg[24][7]
- 2018–2020: Golf, dagli atelier d’architecture und Wohnanlage in Senningerberg[25][7]
- 2020: Route E’sch, Wohn- und Geschäftsgebäude in Luxemburg[26][7]

### Wettbewerbe
- 2008: Janus and Jana, Wohngebäude in Steinsel, Luxemburg, 1. Preis[27]
- 2010: Shopping Center Hamilius in Luxemburg, Zusammenarbeit mit kadawittfeldarchitektur, 2. Preis[28]
- 2022: Wohnhausanlage Hoefftgasse, Wien, Anerkennung[29]